# Lữ đoàn hải quân đánh bộ 336
Lữ đoàn hải quân đánh bộ Cận vệ độc lập 336 "Bialystok" Huân chương Zhukov, Huân chương Suvorov, Huân chương Alexander Nevsky (tiếng Nga: 336-я отдельная гвардейская Белостокская орденов Жукова, Суворова и Александра Невского бригада морской пехоты), còn gọi là Lữ đoàn biệt kích 336, là một đơn vị hải quân đánh bộ của Liên Xô (trước đây) và Liên bang Nga hiện nay. Lữ đoàn được thành lập vào tháng 7 năm 1963. Vì thành tích chiến đấu, đơn vị được trao danh hiệu vinh dự "Cận vệ" và được thưởng nhiều huân chương. Có hai quân nhân của đơn vị được trao danh hiệu Anh hùng Liên Xô và sáu cá nhân được trao danh hiệu Anh hùng Liên bang Nga.

## Lịch sử
- 28 tháng 3 năm 1942: thành lập Trung đoàn bộ binh 347 (thuộc Sư đoàn bộ binh 308)
- 1943 - 1957: (Đổi tên) Trung đoàn bộ binh Cận vệ 336.
  - Vì thành tích trong cuộc giải phóng Orel vào ngày 25 tháng 9 năm 1943, Trung đoàn được đổi tên thành trung đoàn cận vệ.
  - Ngày 2 tháng 8 năm 1944: vì thành tích giải phóng thành phố Bialystok, trung đoàn đã được trao tặng danh hiệu danh dự “đoàn Bialystok”[1].
  - Ngày 15 tháng 9 năm 1944: được trao tặng Huân chương Suvorov hạng 3[1].
- Từ tháng 1 đến tháng 4 năm 1945: Vì đã hoàn thành xuất sắc nhiệm vụ chiến đấu tiêu diệt nhóm địch Đông Phổ, ngày 15 tháng 4 năm 1945, Trung đoàn đã được trao tặng Huân chương Alexander Nevsky[1].
- 1957 - tháng 6 năm 1963: (Tổ chức lại) Trung đoàn bộ binh ô tô Cận vệ 336
- Tháng 7 năm 1963 - tháng 11 năm 1979: (Được chọn và chuyển đổi) Trung đoàn hải quân đánh bộ Cận vệ 336
- 20 tháng 11 năm 1979 - nay: (Tổ chức lại) Lữ đoàn hải quân đánh bộ Cận vệ độc lập 336.
  - Trong tháng 1-7 năm 1995, khoảng 1.500 cán bộ chiến sĩ của lữ đoàn đã tham gia thực hiện các nhiệm vụ đặc biệt tại Cộng hòa Chechnya. Năm chiến sĩ đã được trao tặng danh hiệu Anh hùng Liên bang Nga, hơn 800 người được trao tặng giải thưởng nhà nước, 46 người thiệt mạng, 125 người bị thương.[2]
  - Ngày 4 tháng 11 năm 2022, Lữ đoàn 336 được trao tặng Huân chương Zhukov vì hoàn thành các nhiệm vụ chiến đấu ở Ukraina[3].

## Tổ chức
Lữ đoàn 336 bao gồm các tiểu đoàn hải quân đánh bộ, tiểu đoàn độ bộ đường không (bằng trực thăng), tiểu đoàn xe tăng, tiểu đoàn đặc nhiệm, tiểu đoàn pháo binh, tiểu đoàn pháo phản lực phóng loạt, tiểu đoàn phòng không, tiểu đoàn pháo chống tăng.
Lữ đoàn hải quân đánh bộ Cận vệ 336 được bố trí vào đội hình của Hạm đội Baltic.